# Всесвітні спортивні ігри CSIT
Всесвітні спортивні ігри (WSG) — це масштабний міжнародний спортивний захід, який проводиться кожні два роки під егідою Міжнародної конфедерації робітників і любителів спорту (CSIT). Ігри збирають до 6000 учасників і поєднують змагальні та незмагальні види спорту, культурний обмін та розважальні заходи.
Основна мета WSG полягає не лише у проведенні спортивних змагань, але й у створенні атмосфери великого фестивалю, що сприяє об'єднанню спортсменів-аматорів з усього світу. Участь можуть брати як молодь, так і люди старшого віку, чоловіки та жінки з різних країн і культур. На перший план виходять не лише спортивні досягнення, але й налагодження дружніх стосунків, культурний обмін та обмін досвідом.
Ігри є відкритими для всіх спортсменів-аматорів. Атмосфера заходу ґрунтується на принципах толерантності, взаємоповаги, сталого розвитку та чесної гри. Історично WSG натхнені традицією Міжнародних робітничих олімпіад 1920-х та 1930-х років, що надає їм особливого духу співпраці та інклюзивності.
Участь у WSG* дозволено не тільки членам CSIT, а й партнерам, окремим спортсменам, державним установам, профспілкам та приватним компаніям. Головне правило ігор — доступність для всіх, незалежно від рівня підготовки та приналежності до спортивних організацій.
WSG також включає заходи, які сприяють обміну знаннями, спортивним досвідом та встановленню довготривалих дружніх відносин серед учасників.
Майбутні та минулі Всесвітні спортивні ігри (World Sports Games, WSG)
Майбутні ігри:
- VIII Всесвітні спортивні ігри* відбудуться у Лутракі, Греція, з 3 по 8 червня 2025 року.
Минули ігри:
- *2023* — 5–10 вересня у Червії, Італія.
- *2019* — 2–7 липня у Тортосі, Іспанія.
- *2017* — 13–18 червня у Ризі, Латвія.
- *2015* — 11–18 червня у Ліньяно, Італія.
- *2013* — 2–9 липня у Варні, Болгарія.
- *2010* — 1–8 липня у Таллінні, Естонія.
- *2008* — 29 червня — 6 липня у Ріміні, Італія.
Країни-учасниці Всесвітніх спортивних ігор CSIT
Всесвітні спортивні ігри (CSIT) об’єднують спортсменів з усього світу, створюючи простір для культурного обміну, змагань та дружніх зустрічей. 
До переліку країн, які беруть участь у Всесвітніх спортивних іграх CSIT, належать:
Албанія, Алжир, Америка, Ангола, Австралія, Австрія, Бельгія, Болгарія, Канада, Чилі, Китай, Хорватія, Кіпр, Данія, Естонія, Фінляндія, Франція, Німеччина, Греція, Гаїті, Гонконг, Індія, Іран, Ірак, Ірландія, Ізраїль, Італія, Японія, Косово, Литва, Люксембург, Малі, Мексика, Молдова, Марокко, Нідерланди, Перу, Польща, Португалія, Румунія, Сербія, Словаччина, Словенія, Південна Африка, Південна Корея, Іспанія, Швейцарія, Тайвань, Туніс, Україна.
Кожна з цих країн привносить свої культурні традиції, спортивний досвід та майстерність, що робить Всесвітні спортивні ігри (CSIT) однією з найбільш різноманітних міжнародних спортивних подій. Це сприяє укріпленню міжнаціональної дружби та сприяє розвитку любительського спорту у світі.

Спорт та дисципліни:
- Легка атлетика
- Баскетбол
- Пляжний волейбол
- Гандбол
- Шахи
- Танці

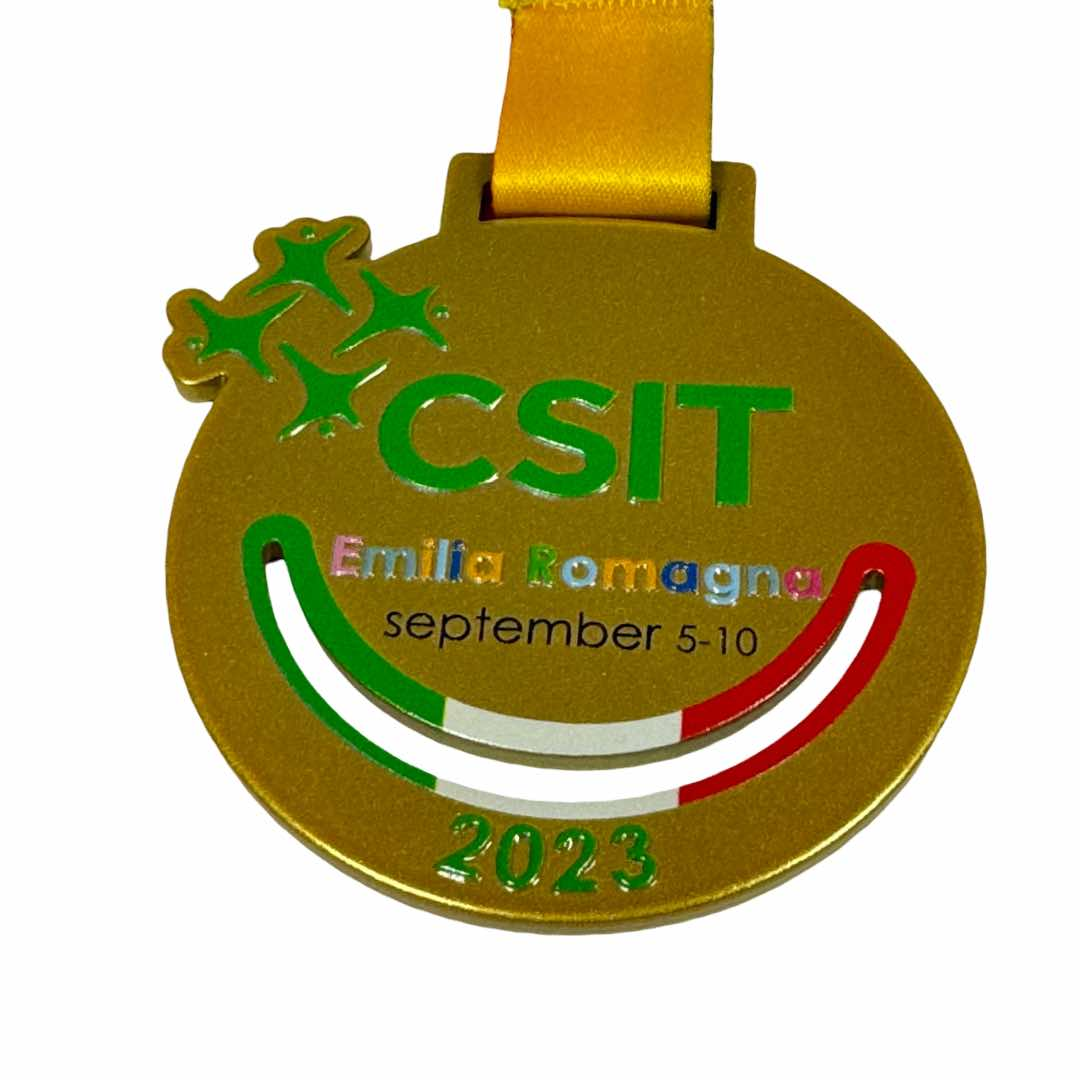

- Футбол (включаючи міні-футбол і пляжний футбол)
- Гімнастика
- Волейбол
- Дзюдо
- Карате
- Рукопашний бій
- Параспорт
- Плавання
- Петанк
- Настільний теніс
- Теніс (включаючи пляжний теніс)

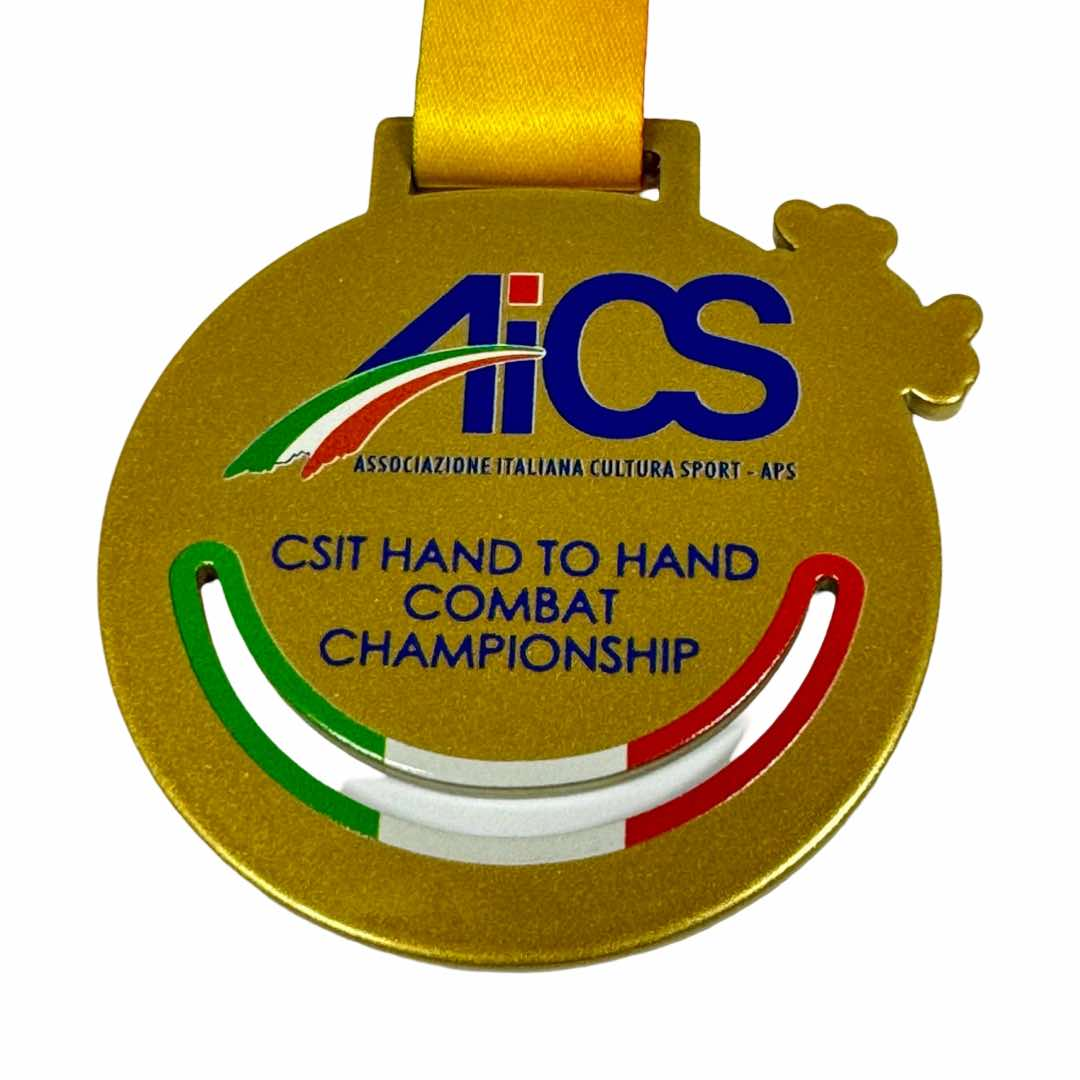

- Боротьба (включаючи пляжну боротьбу)